# Großsteingrab Betzendorf
Das Großsteingrab Betzendorf ist eine zwischen 3500 und 2800 v. Chr. entstandene Anlage der Jungsteinzeitlichen Trichterbecherkultur (TBK) nahe der Gemeinde Betzendorf im Landkreis Lüneburg, Niedersachsen. Es trägt die Sprockhoff-Nummer 691.

## Lage
Das Grab befindet sich südwestlich von Betzendorf in einem Waldstück, nur wenige Meter östlich einer Straße. 1,1 km südwestlich befinden sich die drei Großsteingräber bei Diersbüttel.

## Beschreibung

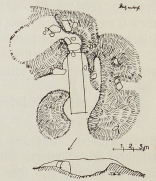
Grundriss des Grabes nach Krüger

Die Anlage, bei der es sich wahrscheinlich um ein Ganggrab handelt, befindet sich in einem sehr schlechten Zustand. Sie besitzt eine große Hügelschüttung, die jedoch stark durchwühlt wurde. Es lassen sich noch die Umrisse der Grabkammer erkennen, die nordwest-südöstlich orientiert und etwa 6 m lang ist. In situ stehen noch der Abschlussstein an der südöstlichen Schmalseite und ein Wandstein des Zugangs, der sich an der nordöstlichen Langseite befindet. Mehrere weitere Steine liegen um die Grabkammer herum, ihre ursprüngliche Position ist aber nicht mehr zu bestimmen.